# Jacques Benveniste
Jacques Benveniste (* 12. März 1935 in Paris; † 3. Oktober 2004 ebenda) war ein französischer Mediziner.

## Leben
Jacques Benveniste arbeitete bei dem Institut national de la santé et de la recherche médicale (INSERM), dem französischen Gesundheits- und Forschungsinstitut, und wurde 1984 zum Direktor der Forschungsabteilung dieses Instituts ernannt. 1970 entdeckte er den „Plättchenaktivierenden Faktor“ (PAF), einen Wachstumsfaktor im Zusammenhang mit Angiogenese.
Am 3. Oktober 2004 verstarb er im Alter von 69 Jahren.

### Parawissenschaft
Bekannt wurde Benveniste vor allem durch seine Behauptung, hochgradig verdünnte Antikörper könnten über einen „Gedächtniseffekt“ des Wassers weiße Blutzellen (Leukozyten) beeinflussen. Ein Bericht über diese besonders für die Homöopathie bahnbrechend erscheinende Neuigkeit wurde 1988 sogar im renommierten Wissenschaftsmagazin Nature veröffentlicht und zog einen jahrelangen Streit nach sich.
Allerdings gelang es anderen Forschern nicht, den Effekt im Experiment zu bestätigen. Mehr noch: Unter der Aufsicht des Nature-Chefredakteurs John Maddox und des amerikanischen Pseudowissenschaften-Gegners James Randi gelang es Benveniste selbst nicht, seine eigenen Ergebnisse zu wiederholen.
Das endgültige Aus für Benvenistes These vom „Gedächtnis des Wassers“ (siehe hierzu auch: Wassercluster) kam in Gestalt von Georges Charpak: Dieser schlug Benveniste eine Serie von Experimenten vor, die dann unter seiner Aufsicht durchgeführt wurden. Das Ergebnis dieser Versuche war für Benveniste niederschmetternd: allenfalls zufällige Wirkungen konnten nachgewiesen werden. 1995 konstatierte Charpak abschließend, dass Benvenistes „Wassermanipulationen“ keinerlei nachweisbaren Effekt hätten. Ungeachtet dessen erweiterte Benveniste später seine Position noch, indem er behauptete, die Informationen des Wassers könnten auch via Telefon oder Internet übertragen werden.
Im Juli 2010 stellte Luc Montagnier auf einer Konferenz eine neue Methode zum Nachweis von Virusinfektionen vor. Er behauptete, Benveniste habe mit seiner Behauptung recht gehabt und dass Lösungen, die die DNA krankheitsauslösender Bakterien und Viren wie HIV enthielten, in der Lage seien, niederfrequente Radiowellen auszusenden, die die umgebenden Wassermoleküle veranlassten, sich in Nanostrukturen zu ordnen. Diese Wassermoleküle könnten auch ihrerseits wiederum Radiowellen aussenden. Wasser behalte diese Eigenschaften auch dann, wenn keine Virus- oder Bakterien-DNA mehr nachweisbar sei. Man könne die Radiowellen verwenden, um Krankheiten zu erkennen und diese sogar als Frequenz verschlüsselt über das Internet übertragen und an einem anderen Ort in mit diesen Radiowellen behandeltem Wasser mit Hilfe von PCR die ursprüngliche DNA klonieren.
Jacques Benveniste erhielt zweimal den satirischen Ig-Nobelpreis für Chemie: 1991 und 1998. Das Magazin Nature hat den umstrittenen Bericht nie zurückgezogen, beschreibt jedoch im Oktober 2004 in einem Nachruf, dass der Bericht von Wissenschaftlern weitgehend nicht ernst genommen wurde, nirgends reproduziert werden konnte und dass Benveniste seine Forschungen hauptsächlich in dem privat von ihm finanzierten „Digital Biology Laboratory“ in Clamart und nicht am INSERM fortsetzte.

#### Verwandte Theorien
Die These zum Gedächtnisseffekt von Benveniste bildet zusammen mit weiteren als para- bzw. pseudowissenschaftlich bezeichneten Ansätzen von Masaru Emoto, Viktor Schauberger, Johann Grander u. a. die Ausgangslage für die Behandlung, Herstellung und Vermarktung von sogenanntem „belebtem“ Wasser und Geräten zur Wasserbelebung. Auch die Grander-Technologie zur „Belebung von Leitungswasser“ ist erwiesenermaßen wirkungslos und darf laut einem Gerichtsurteil als „esoterischer Unfug“ bezeichnet werden.